# Sent Jan del Pin
Sent Jan del Pin (en francès Saint-Jean-du-Pin) és un municipi francès situat al departament del Gard i a la regió d'Occitània.